# Gebundene Rotation

Bei einer gebundenen Rotation ist vom Zentralkörper aus eine Seite des Satelliten ständig und die andere Seite – hier grün dargestellt – nie zu sehen.

Die Mondrückseite

Die gebundene Rotation (Drehung) ist ein Begriff aus der Astronomie und beschreibt ein Phänomen zwischen zwei einander eng umkreisenden Himmelskörpern: Die Eigendrehung des einen (i. d. R. masseärmeren) Himmelskörpers ist hier nicht unabhängig von der Umlaufperiode um den anderen Himmelskörper, sondern mit ihr gekoppelt.
Die gebundene Rotation ist oft anzutreffen zwischen Monden und ihren Planeten, zwischen Planeten und ihren Sternen sowie zwischen den beiden Sternen eines engen Doppelsternsystems. Der Erdmond ist in gebundener Rotation zur Erde, bei ihm war Gezeitenreibung die Ursache für seine Synchronisierung. In manchen Doppelsternsystemen bremsen starke Magnetfelder die Rotation, siehe AM-Herculis-Stern.

## Eigenschaften
Bei der gebundenen Rotation ist die Rotationsperiode des Planeten bzw. Mondes gleich seiner Umlaufzeit um den Zentralkörper, die Rotationsachse steht etwa senkrecht auf der Bahnebene und der Drehsinn ist gleich. Das heißt, während eines Umlaufs wendet er dem Zentralkörper stets dieselbe Seite zu (vgl. erste Abb.).
In den meisten Fällen ist der Zentralkörper deutlich schwerer als sein Begleiter. Dann wirken seine hohen Gezeitenbeschleunigungen auf ein vergleichsweise geringes Massenträgheitsmoment dämpfend ein. Sind die Massen jedoch nicht sehr verschieden, so kann es sehr lange dauern, bis sich der Zustand der gebundenen Rotation einstellt. Bei ähnlichen Massen ist es wahrscheinlich, dass sich der gebundene Zustand langfristig bei beiden Körpern einstellt, sodass beide Körper sich jeweils stets dieselbe Seite zuwenden. Hier hat man eine doppelt gebundene Rotation. Der bisher bekannteste Fall einer doppelt gebundenen Rotation durch Gezeitenreibung ist das sehr enge System Pluto-Charon, die sich beide jeweils dieselbe Seite zeigen. In diesem Fall ist auch die Exzentrizität der Bahnen gering. Pluto und Charon waren die ersten und über längere Zeit die einzigen bekannten Körper im Sonnensystem mit einer doppelt gebundenen Rotation, bis im Kuipergürtel und im Asteroidengürtel ähnlich geartete Systeme gefunden wurden, wie etwa (90) Antiope mit ihrem Begleiter Antiope B.
Im Allgemeinen ist die Bahn kein genauer Kreis, also die Winkelgeschwindigkeit der Bahnbewegung nicht konstant und nur im Mittel gleich der Winkelgeschwindigkeit der Eigenrotation. Unter anderem dadurch sind z. B. im Laufe eines Monats auch schmale Randgebiete der Mondrückseite zu sehen, siehe Libration.

## Spin-Orbit-Resonanz
Wenn die Umlaufbahn deutlicher exzentrisch ist, kann auch eine gebrochen-ganzzahlige Spin-Orbit-Resonanz stabil sein, also eine weitere Abbremsung der Rotation unterbleiben. Das Verhältnis der Umlaufperiode zur Rotationsperiode kann dann durch zwei kleine natürliche Zahlen ausgedrückt werden. Ein Beispiel hierfür ist die 3:2-Resonanz des Merkurs:
{\displaystyle {\frac {T_{\mathrm {Umlauf} }}{T_{\mathrm {Rotation} }}}={\frac {3}{2}}}
Das heißt, pro Umlauf (in 88 irdischen Tagen) vollführt Merkur drei halbe Umdrehungen. Merkur ist etwas länglich und seine Längsachse ist im Perihel jeweils radial ausgerichtet. Diese energetisch günstige Orientierung (siehe Stabilisierung) behält er in einem gewissen Bereich um das Perihel bei, da dort die Winkelgeschwindigkeit der Bahnbewegung sogar etwas größer ist als die der Rotation. Zur Stabilität der Resonanz trägt bei, dass die Gezeitenbeschleunigung (reziprok proportional zur dritten Potenz des Sonnenabstands) im Perihel etwa fünfmal so groß ist wie im Aphel.

## Bedeutung für extrasolare Planeten
Bisher ging man davon aus, dass bei Sternen, die kleiner sind als die Sonne, Planeten in einem potentiell lebensfreundlichen Abstand eine zum Stern gebundene Rotation aufweisen. Da hierbei auf der zentralsternenabgewandten Seite vorhandenes Wasser und eventuell die komplette Atmosphäre ausfrieren würde, sinkt wiederum die Wahrscheinlichkeit einer lebensfreundlichen Umgebung.
Der Entstehung von gebundener Rotation kann jedoch der Effekt der thermischen Gezeiten entgegenwirken, bei dem sich aufgrund der Trägheit bei der Aufheizung ein hinterherlaufender thermischer Gezeitenberg der Atmosphäre ausbildet. Dieser liegt nicht in direkter Linie zum Zentralgestirn. Dadurch wirkt die hinterherlaufende atmosphärische Masse durch die Gravitationskraft des Sterns als Impulsgeber. Bei der Venus verhindert dieser Effekt die gebundene Rotation zur Sonne. Neuere Annahmen gehen davon aus, dass selbst dünne, erdähnliche Atmosphären eine gebundene Rotation verhindern können, was die Wahrscheinlichkeit der Existenz von extraterrestrischem Leben erhöhen würde.

## Liste gebundener Monde und Himmelskörper

### Sonnensystem
Bindung an die Erde
- Mond

Bindung an den Mars
- Phobos
- Deimos

Bindung an Jupiter
- Metis
- Adrastea
- Amalthea
- Thebe
- Io
- Europa
- Ganymed
- Kallisto

Bindung an den Saturn
- Pan
- Atlas
- Prometheus
- Pandora
- Epimetheus
- Janus
- Mimas
- Enceladus
- Telesto
- Tethys
- Calypso
- Dione
- Rhea
- Titan
- Iapetus

Bindung an den Uranus
- Miranda
- Ariel
- Umbriel
- Titania
- Oberon

Bindung an den Neptun
- Proteus
- Triton

Bindung an Pluto
- Charon (Pluto selbst ist ebenfalls an Charon gebunden)

### Extrasolar
- Die Rotation von Tau Boötis ist an die von Tau Boötis b gebunden.